# Hersilia tenuifurcata
Hersilia tenuifurcata är en spindelart som beskrevs av Baehr 1998. Hersilia tenuifurcata ingår i släktet Hersilia och familjen Hersiliidae.
Artens utbredningsområde är Western Australia. Inga underarter finns listade i Catalogue of Life.